# الإقليم الأوسط الجنوبي الغربي
الإقليم الأوسط الجنوبي الغربي
يتكون من أربع ولايات هي : أركنساس ، وولاية لويزيانا ، وولاية أوكلاهوما ، وولاية تكساس . ومساحة هذا الإقليم (1,136,712) وعدد سكانها في سنة (1408 هـ -1988 م) ، 27,300,000 نسمة . وتعتبر خامس أقاليم الولايات المتحدة من حيث السكان .

## الموقع
يقع في غربي نهر المسيسبي ، وجنوب غربي السهول الوسطي ، تحده من الشرق ولايات المنطقة الوسطي الجنوبية الشرقية ، ومن الغرب ولاية نيو مكسيكو ، وكولورادو ، ومن الشمال ولايتا كانزاس ، وميزوري ، ومن الجنوب الغربي جمهورية المكسيك ، ومن الجنوب خليج المكسيك .

## الأرض
القسم الشرقي من هذا النطاق سهلي يمتد من ضفة نهر المسيسبي اليسري إلى مقدمة المرتفعات الغربية ، وهو سهل روسوبي حددته روافد عديدة تأتيه من الغرب من المرتفعات الغربية ، وتنصرف إلى نهر المسيسبي تارة ، وإلى خليج المكسيك تارة أخرى وتكثر البحيرات العذبة ، ويزداد ارتفاع الأرض بلاتجاه نحو الشمال الغربي والغرب حيث توصف بالمظهر الهضبي منه إلى السهول .

## المناخ
يسود هذا النطاق مناخان ، ففي الشرق يسود المناخ شبه المداري الرطب وحيث الصيف الحار ، والشتاء الدافئ ، وأبرز فصول التساقط فصل الصيف ، وفي غربي الإقليم يسود مناخ البراري ، حيث ترتفع الحرارة إلى درجة التطرف في الصيف ، ونسقط الأمطار في الصيف أيضاً وتقل الأمطاربالاتجاه نحو الغرب حتي يصل الامر إلى المناخ شبه الصحرواي ، وفي هذا القسم تنتشر الحشائش الطويلة ، وتتخللها بعض الشجيرات ، وتتدرج الحشائش في القصر بالاتجاه نحو الغرب حتي تتلاشى ، ولقد أوشكت صورة النبات الطبيعي على الاختفاء بسبب احلال الزراعة محلها .

## النشاط السكاني
الإقليم غني بموارده الطبيعية فالحاصلات الزراعية تتمثل في القطن ، والذرة ، وفول الصويا، والأرز والشعير ،والقمح . أما الثروة المعدنية قتتمثل في البترول ، والغاز ، والأحجار الكريمة ، والبوكسيت . وتكساس أولي ولايات الدولة إنتاجاً للنفط وتنتج حوالي 31% من إنتاج الولايات المتحدة .وتعتبر الصناعة قطاعاً هاماً من قطاعات الدخل في هذه الولايات ، وترتكز علي الصناعة النفطية ، والصناعات المعدنية ، وفي ولاية لويزيانا صناعة النفط والمواد البتروكيميائية ، والأغذية والورق ، والمنسوجات القطنية ، وفي ولاية أوكلاهوما الصناعات البترولية ، والآلات ، وصهر المعادن ، والمواد الغذائية ، وآلات الكهرباء ، ووسائل النقل ، وفي ولاية تكساس تنتشر الصناعات الكيميائية على طول سواحل خليج المكسيك ، ومنها الصناعات البتروكيميائية ، وصناعة المطاط .

## المصدر
- الأقليات المسلمة في الأمريكتين والبحر الكاريبي – سيد عبد المجيد بكر. .